# Batalla de Sierra Guadalupe
Se conoce como Batalla de Sierra Guadalupe al conjunto de operaciones bélicas sucedidas en la zona de Guadalupe, Trujillo y Navalmoral de la Mata que tuvieron lugar durante la segunda mitad de agosto de 1936, como paso previo a la llegada al valle del Tajo por parte del Ejército de África.

## Antecedentes: La marcha hacia Madrid
En el verano de 1936, unos 10 000 soldados de tropas regulares del Ejército de África fueron transportados en puentes aéreos alemanes e italianos al sur de España superando el Estrecho de Gibraltar. Dirigidos por el coronel Asensio y el comandante Castejón, el bando nacional se dirigió hacia el norte con un destacamento motorizado, parándose para bombardear y capturar poblaciones fronterizas. Mérida cayó tras una dura lucha en las orillas del Guadiana, dejando a la vecina Badajoz aislada y como la última posición de la República en la frontera. Yagüe marchó hacia Badajoz con 2250 legionarios, 750 regulares marroquíes y cinco baterías, dejando al comandante Tella atrás para mantener Mérida.
La caída de la ciudad de Badajoz en manos de los sublevadas el 14 de agosto de 1936 marcó la vuelta del avance hacia Madrid; Además, significó el cierre de la frontera portuguesa a la España republicana. En ese momento el objetivo de los sublevados era avanzar lo más rápidamente posible a Madrid, que venía siendo su objetivo final desde que comenzaron el avance en Sevilla. Las recientes derrotas republicanas en Mérida y Badajoz habían venido marcando la necesidad de dar un golpe timón a la dirección de la guerra por parte republicana, que ya palpaba el peligro de la llegada de los sublevados al valle del Tajo, donde ya sería muy difícil detenerlos.

## Fuerzas presentes
Los republicanos, para resistir este avance desde el sur, disponían del general Manuel Riquelme y sus cerca de 9.000 hombres (una mezcolanza de oficiales leales, voluntarios y milicianos de numerosos comités) que fueron establecidos a toda prisa por las montañas del Sistema Central y el valle del río Tajo de la manera más rápida. Popularmente eran conocidos como el Ejército de Extremadura, aunque esta fuerza distaba mucho de ser un ejército digno de tal nombre. 
Desde Valencia también llegó la famosa Columna «Fantasma», al mando del capitán de la Guardia civil Manuel Uribarri.
Por otro lado se encontraban las aguerridas tropas del Ejército de África, que constituían la fuerza de elite del Bando sublevado. Desde su salida de Sevilla a principios de agosto, habían creado el terror en la Extremadura republicana pero sobre todo, habían conseguido el dominio absoluto sobre los pequeños grupos y columnas de milicianos, mal armadas, sin entrenamiento y sin ninguna dirección militar. No obstante, masacres como la de Almendralejo o la de Badajoz provocaban un gran terror entre los milicianos, que muchas veces ante el peligro de quedar cercados huían desorganizadamente.

## Desarrollo de la batalla

### Avance de las columnas africanas
El 20 de agosto Yagüe lanzó un nuevo ataque, volviéndose hacia el este, hacia Madrid. Tella avanzó por Trujillo hacia Navalmoral de la Mata, que ocupó el día 23. Más hacia el este, el valle del Tajo se extendía sin ningún obstáculo natural importante. En ese momento el objetivo de los sublevados es tomar Guadalupe para, a continuación, seguir el avance por la línea Navalmoral de la Mata-Oropesa-Talavera de la Reina. Guadalupe, con la orografía de sus montañas cercanas y famosa por su monasterio, se perfilaba como un punto donde la defensa republicana podría apoyarse y desde donde lanzar ataques contra las columnas africanas.

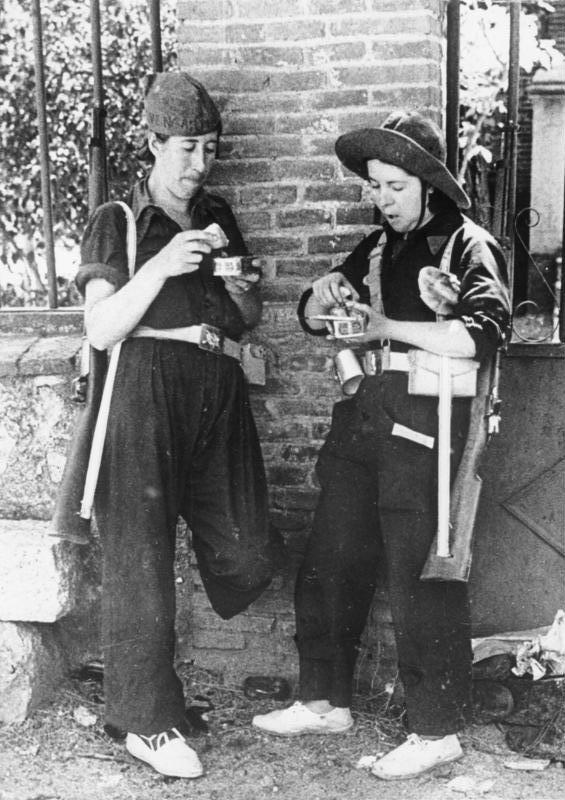
Durante el verano de 1936, esta era estampa más usual de ver entre las unidades del bando republicanos: Milicias altamente entusiastas pero deficientemente armadas y sin ningún conocimiento militar.

No obstante, la dirección de las milicias estaba mal entrenada y éstas se encontraban deficientemente armadas; además, no estaban acostumbradas a las condiciones de lucha de aquel valle árido y yermo. Pronto quedó patente su inferioridad frente a los soldados de la Legión y las tropas coloniales marroquíes. En muchas casos dio la situación de que muchos milicianos desertaron y se retiraron del frente.
En otros casos, muchos milicianos, por su propio honor, se negaron a cavar trincheras pues lo consideraban algo de cobardes. La columna de Castejón avanzó con gran dificultad y su avance no logró pasar de Santa Amalia, y ello debido a los intensos bombardeos por parte de la aviación republicana. Riquelme y sus hombres se unieron a las milicias anarquistas de la zona, unos 2000 hombres, pero incluso en esta situación desesperada se negaron a cumplir sus órdenes, siquiera a colaborar con sus fuerzas. Debido a las insistencias de Riquelme tomaron alguna iniciativa, si bien fueron inútiles: las milicias anarquistas lanzaron varios ataques sin sentido sobre las colinas de San Vicente, que no significaron más que otra muestra de su pésima actuación. Completamente desbordados, 9000 republicanos (incluidos los anarquistas) se retiraron y Guadalupe cayó en manos de Castejón. Ni siquiera la famosa Columna «Fantasma», con fama de dura, logró evitar la derrota republicana en Guadalupe.
Finalmente, el 27 de agosto se reunieron las tres columnas "rebeldes" en Navalmoral de la Mata, quedando finalizadas las operaciones en la zona. Ahora empezaba el avance ya definitivo hacia Madrid a través del valle del Tajo, a la vez que comenzaron los primeros ataques aéreos en Madrid.

### Actuación de laEscuadrilla España
Las tropas del coronel Asensio fueron objeto de un intenso bombardeo de la aviación republicana dirigida por André Malraux; una sección de esta unidad fue casi destruida en Medellín. Este ataque retrasó seriamente las operaciones, ya que a los sublevados cogió por sorpresa este ataque y no disponían de medios aéreos para hacer frente.
Esta era la primera actuación importante de la conocida como Escuadrilla España, una unidad formada por André Malraux en Francia con unos pocos pilotos y que reunía a tres bombarderos Potez, dos Breguet y un Douglas reconvertido a bombardero. Aun así, estos aviones no estaban preparados para la guerra moderna (las bombas debían lanzarse por las ventanas de los aparatos).

## Consecuencias
La batalla de la Sierra de Guadalupe fue una nueva derrota para los republicanos en su intento por frenar el avance de las tropas sublevadas antes de llegar al Tajo, lo que ya se consideraba una amenaza grave para Madrid. Los sublevados, por su parte, aseguraban sus conquistas en Extremadura a la vez que preparaban el camino para el avance a lo largo del Tajo con el objetivo puesto en Madrid. No obstante, el camino hacia el Tajo todavía presentaba algunos obstáculos si bien el peligro de las columnas africanas se palpaba en la capital. Coincidiendo con esta derrota, comenzaron los bombardeos aéreos sobre la capital, los cuales aumentaban la sensación de inseguridad e indefensión entre los civiles madrileños y miembros del gobierno.